# Pells ekvation

Pells ekvation för n=2 med sex heltalslösningar.

Pells ekvation, eller mer egentligt Bhaskaras ekvation, är den speciella diofantiska ekvationen x2 - dy2 = 1, där d är ett heltal men inte en heltalskvadrat. Ibland kallas även den mera generella ekvationen x2 - dy2 = n för Pells ekvation.